# Deanna Durbin
Edna Mae Durbinová (4. prosince 1921 Winnipeg – 17. dubna 2013 Paříž) byla americká herečka a zpěvačka kanadského původu.

## Život

### Mládí a začátek kariéry
Narodila se 4. prosince 1921 ve Winnipegu jako mladší ze dvou dcer Jamese Allena Durbina a Ady Durbinové (rodným jménem Readová). Oba její rodiče pocházeli z anglického Chesteru, kteří se krátce po narození jejich první dcery Edith přestěhovali do Kanady. Odtud se poté dva roky po narození Deanny přestěhovali podruhé, na jih Kalifornie ve Spojených státech amerických. Již od raného dětství Deanna velmi ráda zpívala, a proto ji v deseti letech její rodiče zapsali na lekce zpěvu na Ralph Thomas Academy. Brzy se také předvedla na několika různých akcí v místních klubech i kostelech.

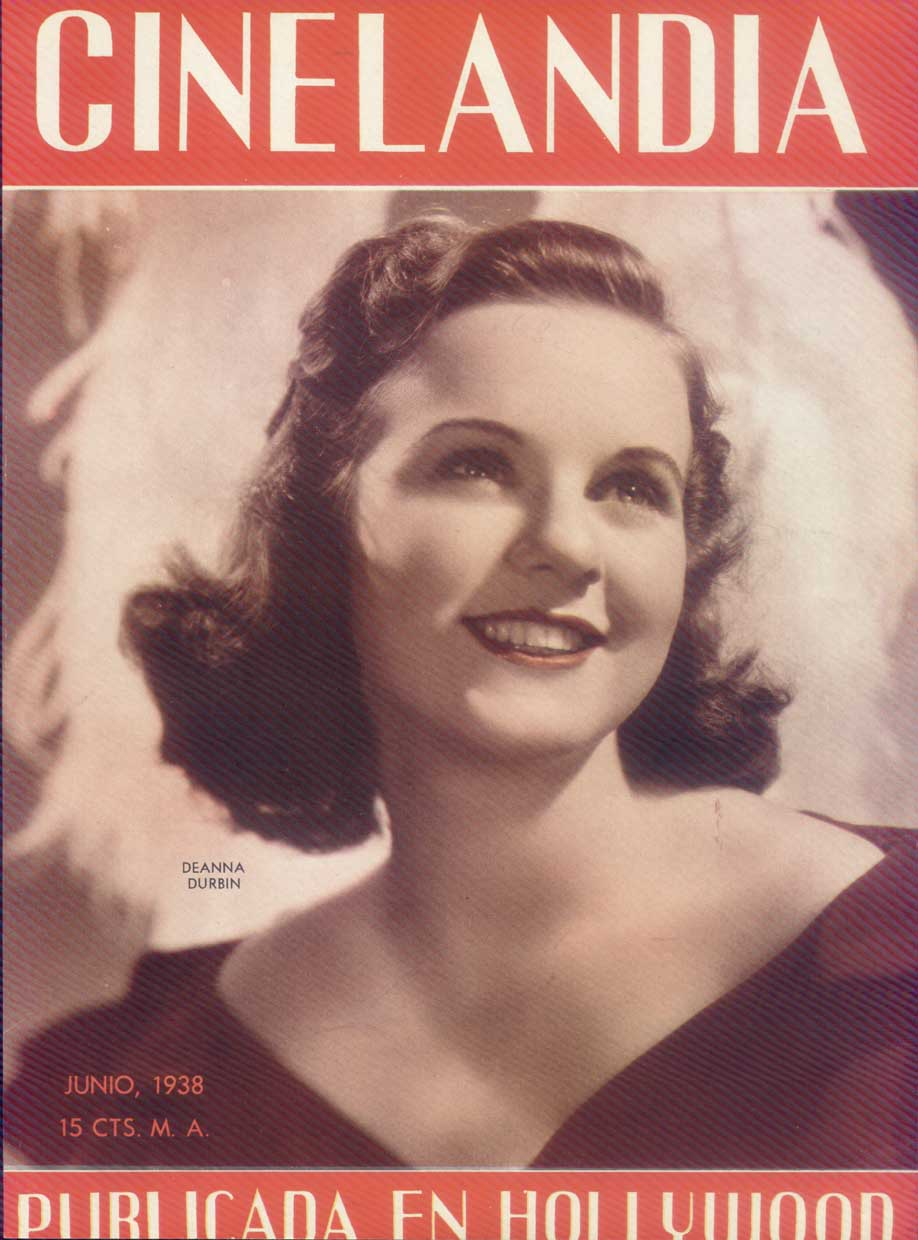
Deanna Durbinová na obálce časopisu Cinelandia z června 1938.

Na začátku roku 1935 hledalo filmové studio Metro-Goldwyn-Mayer (MGM) mladou zpěvačku do role slavné operní pěvkyně Ernestine Schumann-Heinkové a ředitel castingů Rufus LeMaire proto pozval na konkurz nejtalentovanější zpěvačku z Thomasovi akademie. Na konkurzu svým sopránem všechny ohromila a poté, co si ji přišel poslechnout i samotný Louis B. Mayer jí ihned nabídl šestiměsíční smlouvu. Deanna brzy debutovala v krátkometrážním snímku Every Sunday (1936) se začínající Judy Garlandovou. Když její šestiměsíční smlouva vypršela nabídl jí roli v dalším filmu producent Joe Pasternak od společnosti Universal Pictures. Již ve 14 letech se tak Deanna objevila ve svém prvním celovečerním filmu Tři rozkošná děvčátka (1936) a brzy se z ní stala mladá hvězda. Pasternak ji postupně obsadil do řady dalších úspěšných hudebních snímků, jako například Mad About Music (1938), Tři děvčátka pokračují (1939) či First Love (1939).
Kromě filmu se věnovala i pěveckým projektům. V roce 1936 se například zúčastnila konkurzu na dabování Sněhurky v animovaném filmu Sněhurka a sedm trpaslíků (1937) studia Walt Disney Animation Studios. Walt Disney ji však odmítl s tím, že je na roli příliš stará. Téhož roku jí přišla od Cesara Sturaniho také nabídka na účinkování v Metropolitní opeře, ale tu nakonec odmítla, protože cítila, že potřebuje zlepšit svůj hlasový projev. V roce 1936 začala spolu s komikem Eddie Cantorem účinkovat v rozhlase.

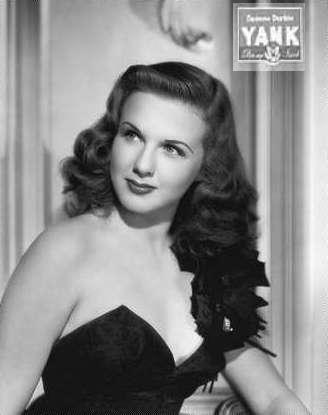
Deanna Durbinová na obálce časopisu Yank z 19. ledna 1945

### Hollywoodská hvězda
Koncem 30. let studio Universal svými úspěšnými muzikály prakticky zachránila před bankrotem a v roce 1938 získala spolu s Mickey Rooneym cenu Akademie pro dětské herce. Po třech dalších snímcích si zahrála ve velmi úspěšném romantickém muzikálu Věčná Eva (1941), ale po následném odmítnutí role ve filmu They Lived Alone jí studio suspendovalo. Koncem ledna 1942 se však se studiem domluvila, že roli podstoupí, pokud si bude moci vybrat režiséra i přidat nějaká pěvecká čísla. Snímek o dětech, které uprchly s Číny před Japonci byl nakonec přejmenován na The Amazing Mrs. Holliday (1943) a Deanna se objevila v hlavní roli jako učitelka Ruth Kirke Hollidayová. Tou dobou se také snažila proniknout i do žánrově odlišných snímků než dosud, načež se v roce 1943 objevila v romantické komedii Sestra jeho komorníka (1943) i v technicolor westernu Can't Help Singing (1944).
Po bohatých zkušenostech s muzikály a komediemi ji to také čím dál více táhlo k dramatům a v roce 1944 se jí podařilo získat hlavní roli ve film-noiru Christmas Holiday (1944) s Gene Kellym. Film získal rozporuplné recenze, ale její herecké výkony byly vesměs chváleny. Dále se objevila v dalším žánrově podobném snímku Dáma ve vlaku (1945), za jehož producenta Felixe Jacksona se v srpnu téhož roku provdala. V roce 1946 se jí narodila dcera Jessica Louise Jonesová a z Deanny se stala také druhá nejlépe placená herečka ve Spojených státech amerických (po slavné herečce Bette Davisové). Počtem fanoušků ji však Deanna značně převyšovala.
V roce 1946, po sloučení Universalu s dalšími dvěma společnostmi za vzniku Universal-International, její manžel studio opustil a Deanna jej o rok později následovala. Jako herečka na volné noze se objevila ještě v dalších čtyřech snímcích, ve kterých se vrátila zpátky ke svému tradičnímu muzikálovému žánru, ale žádný ze snímků výraznějšího ohlasu nedosáhl. V srpnu 1948 ji však studio Universal-International zažalovalo a pokusilo se získat zpět všechny peníze, které jí vyplatilo předem. Deanna se proto zavázala hrát v dalších třech snímcích, ale ještě před tím jí vypršela smlouva a k žádnému natáčení nedošlo.

### Odchod do důchodu a stáří
Kvůli marnému čekání na další nabídky se nakonec rozhodla odejít do důchodu a v září 1949 také podala žádost o rozvod s Jacksonem, který se uskutečnil v listopadu. O rok později se vdala potřetí, za francouzského režiséra a producenta Charlese Henriho Davida, se kterým se setkala již při natáčení snímku Dáma ve vlaku před čtyřmi lety. V červnu 1951 se jim narodil syn Peter David a usadili se na farmě poblíž Paříže. Přestože jí několik nabídek nakonec přišlo, všechny je odmítla a z showbyznysu se zcela stáhla.
V roce 1988 nakonec poskytla jeden rozhovor historikovi Davidu Shipmanovi, ve kterém přiznala mj. svůj odpor k systému hollywoodských studií i spoustu informací ohledně jejího osobního života.
Deanna Durbinová zemřela v Paříži dne 17. dubna 2013 ve věku 91 let.

## Zajímavosti
- Mezi její velké fanoušky patřil také anglický premiér Winston Churchill i židovská autorka Anne Franková.[6]
- Její jméno se objevilo také v několika písních jako například v Peggy Pin-up Girl od Glenna Millera či v Name Your Poison od Richarda O'Briena a Richarda Hartleyho.
- Deanna Durbinová se objevila také v jedné z povídek ze sbírky The Machineries of Joy Raye Bradburyho z roku 1963.
- V románu Alistaira MacLeana HMS Ulysses z roku 1955 se vyskytuje jedna z jejích písní, která je vysílána rozhlasem na lehkém křižníku.
- Zmiňuje se o ni i Richard Brautigan v románu Rybaření pstruhů v Americe z roku 1967.
- Deanna Durbinová má také hvězdu na Hollywoodském chodníku slávy na 1722 Vine Street a zanechala i otisky svých rukou před Grauman’s Chinese Theatre.

## Filmografie (kompletní)

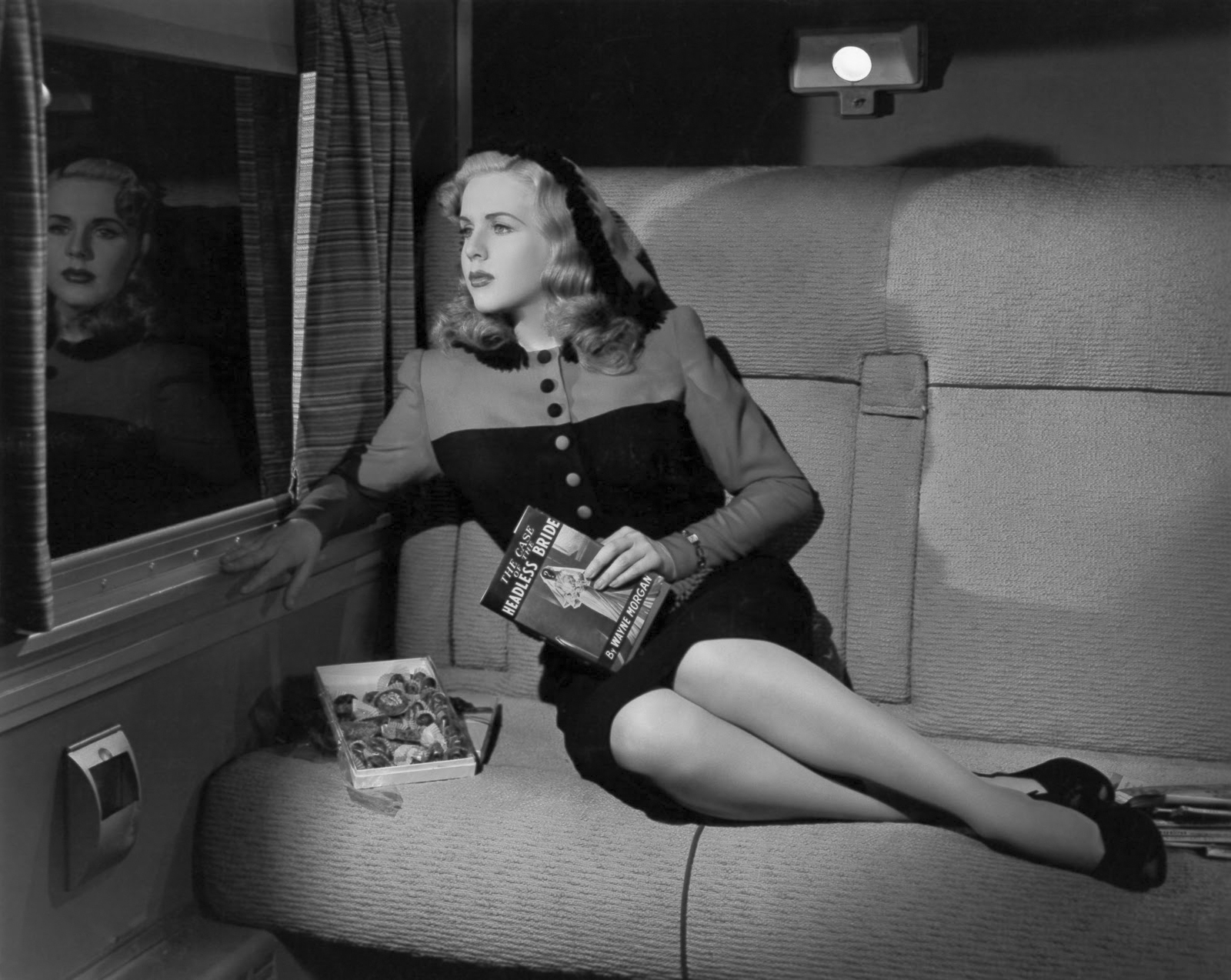
Deanna Durbinová ve filmu Dáma ve vlaku (1945)

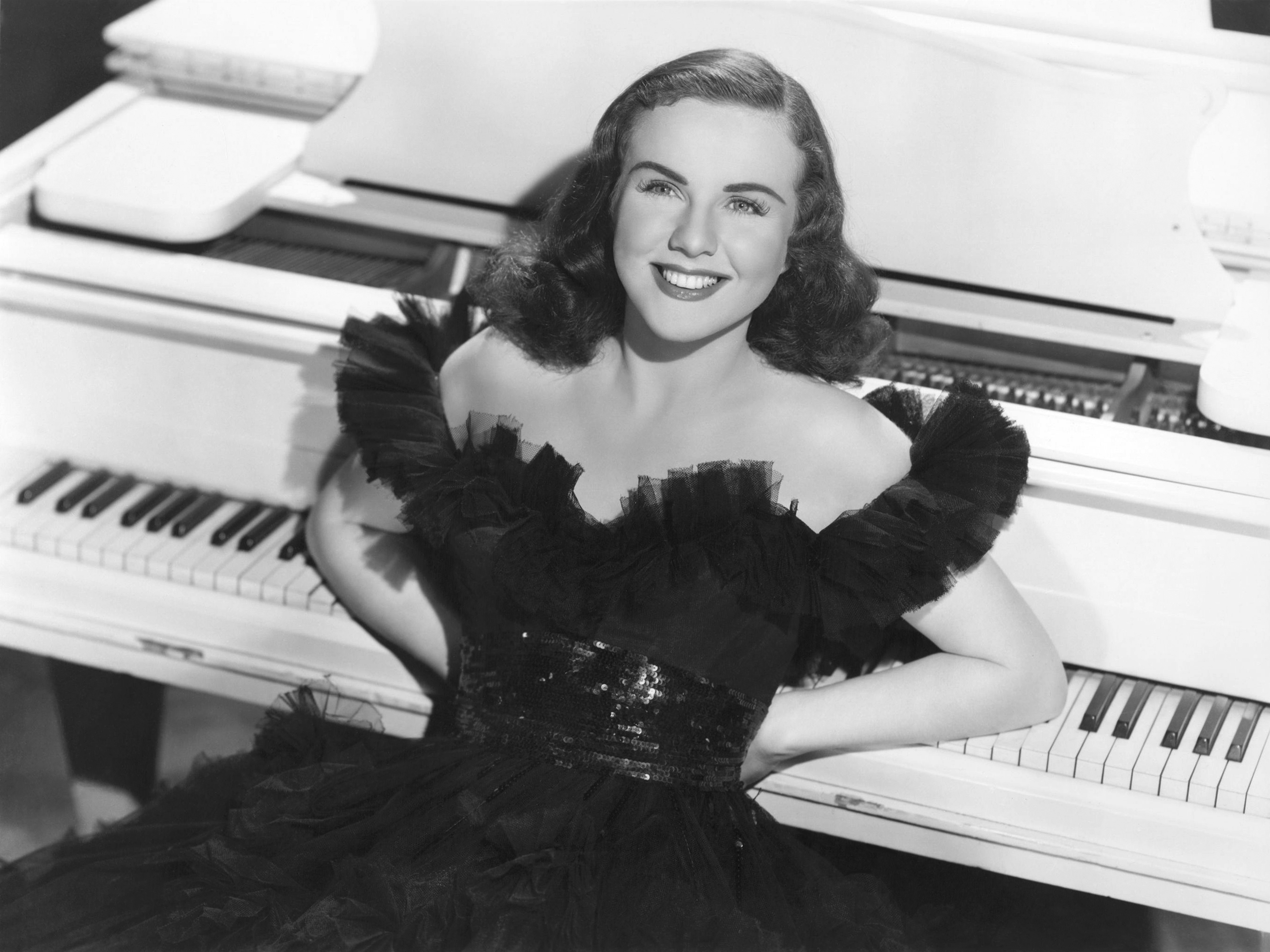
Deanna Durbinová ve filmu I'll Be Yours (1947)

### Filmy
- 1936 Tři rozkošná děvčátka (režie Henry Koster)
- 1937 One Hundred Men and a Girl (režie Henry Koster)
- 1938 Mad About Music (režie Norman Taurog)
- 1938 That Certain Age (režie Edward Ludwig)
- 1939 Tři děvčátka pokračují (režie Henry Koster)
- 1939 First Love (režie Henry Koster)
- 1940 It's a Date (režie William A. Seiter)
- 1940 Spring Parade (režie Henry Koster)
- 1941 Nice Girl? (režie William A. Seiter)
- 1941 Věčná Eva (režie Henry Koster)
- 1943 The Amazing Mrs. Holliday (režie Jean Renoir)
- 1943 Hers to Hold (režie Frank Ryan)
- 1943 Sestra jeho komorníka (režie Frank Borzage)
- 1944 Christmas Holiday (režie Robert Siodmak)
- 1944 Can't Help Singing (režie Frank Ryan)
- 1945 Dáma ve vlaku (režie Charles David)
- 1946 Because of Him (režie Richard Wallace)
- 1947 I'll Be Yours (režie I'll Be Yours)
- 1947 Something in the Wind (režie Irving Pichel)
- 1948 Up in Central Park (režie William A. Seiter)
- 1948 For the Love of Mary (režie Frederick De Cordova)

### Krátkometrážní
- 1936 Every Sunday (režie Felix E. Feist)
- 1944 The Shining Future (režie LeRoy Prinz)
- 1999 Love Is All (režie Oliver Harrison)